# Berkeley Springs
Berkeley Springs, formalment Town of Bath, és un town al comtat de Morgan a l'estat de Virgínia de l'Oest. Segons el cens del 2000 tenia 663 habitants. La localitat rep els noms de Bath, Berkeley, Warm Springs o Town of Bath (quan s'incorporà el 1776 com a ciutat).

## Demografia
Segons el cens del 2000 Bath tenia 663 habitants, 331 habitatges, i 160 famílies. La densitat de població era de 1.023,9 habitants per km².
Dels 331 habitatges en un 20,5% hi vivien nens de menys de 18 anys, en un 35,6% hi vivien parelles casades, en un 10% dones solteres, i en un 51,4% no eren unitats familiars. En el 46,5% dels habitatges hi vivien persones soles el 25,1% de les quals corresponia a persones de 65 anys o més que vivien soles. El nombre mitjà de persones vivint en cada habitatge era d'1,98 i el nombre mitjà de persones que vivien en cada família era de 2,85.
Per edats la població es repartia de la següent manera: un 19,5% tenia menys de 18 anys, un 11% entre 18 i 24, un 23,4% entre 25 i 44, un 22,3% de 45 a 60 i un 23,8% 65 anys o més.
L'edat mediana era de 41 anys. Per cada 100 dones de 18 o més anys hi havia 77,4 homes.
La renda mediana per habitatge era de 24.934 $ i la renda mediana per família de 33.333 $. Els homes tenien una renda mediana de 25.156 $ mentre que les dones 23.611 $. La renda per capita de la població era de 14.917 $. Entorn del 13,4% de les famílies i el 18,7% de la població estaven per davall del llindar de pobresa.

## Poblacions properes
El següent diagrama mostra les poblacions més properes.